# 341 av. J.-C.
Cette page concerne l'année 341 av. J.-C. du calendrier julien proleptique.

## Événements
- Mars-avril : Philippe II envoie des secours à Cardia après le refus d’Athènes de régler un conflit territorial entre les habitants de la ville et les clérouques par voie judiciaire[1].
- Printemps :
  - Expédition athénienne en Chersonèse de Thrace. Heurts entre les Athéniens et les gens de Cardia. Pillages du stratège Diopeithès. Philippe II de Macédoine adresse une lettre de protestations aux Athéniens et réclame le rappel de Diopeithès. Démosthène s’oppose vigoureusement à cette demande[2].
  - Sur les affaires de Chersonèse et Troisième Philippique (mai), discours de Démosthène, qui dénonce les ambitions de Philippe et propose un ensemble de mesures militaires et diplomatiques[3].
- Mai : Philippe II envoie de nouveaux mercenaires en Eubée pour soutenir Érétrie[4].
- Été : 
  - Quatrième Philippique, discours de Démosthène, qui prône notamment l'envoi d'une ambassade au roi de Perse en vue d'une entente contre Philippe[5].
  - Poursuite de la guerre victorieuse des Macédoniens contre la Thrace, interrompue pendant dix mois par la maladie de Philippe II. Elle se termine dans l’hiver par la défaite des rois thraces Teres et Kersobleptès et son incorporation comme province macédonienne[6].
  - Les Athéniens, alliés à Chalcis, interviennent en Eubée et chassent les tyrans Philistidès à Oréos et Cleitarchus à Érétrie[4],[7].

- 24 juillet (9 juillet du calendrier romain) : début à Rome du consulat de Lucius Aemilius Mamercinus Privernas et Caius Plautius Vennox Hypsaeo (II)[8]. 
  - Le consul Plautius défait la ville latine révoltée de Privernum et les Volsques d'Antium. Fin de la première guerre samnite menée par le consul Aemilius. Les Samnites obtiennent l'autorisation de faire la guerre aux Sidicins. Après un renversement des alliances, Samnites et Romains affrontent une coalition de Capouans et de Latins (révolte de la Ligue latine, vaincue en 338 av. J.-C.). Les Latins, encerclés au sud par la présence romaine en Campanie, rédigent un cahier de revendications et le présentent au gouvernement romain : ils réclament l’égalité des droits politiques au point de vue de l’électorat (jus suffragii) et de l’éligibilité (jus honorum), la nomination d’un des deux consuls et le recrutement de la moitié du Sénat. Le Sénat repousse les demandes du Latium, qui prend les armes (Guerres latines)[8].
- Fin de l’année : ambassade athénienne dans le Péloponnèse[2]. Alliance d'Athènes avec Mégare, l'Eubée et l'Achaïe[9].
- Hiver 341-340 av. J.-C. : accord entre Athènes et Byzance négocié par Démosthène[10].

- L’armée perse conquiert la Haute-Égypte. Durant neuf ans, l’Égypte est livrée au pillage des Asiatiques. Les révoltes et les insurrections sont réprimées de façon sanguinaire ; les tombeaux et les temples sont profanés[11].

- Hermias, tyran d’Atarnée et allié de Philippe II de Macédoine, est arrêté par le mercenaire grec Mentor de Rhodes, envoyé à Suse où il est torturé et exécuté par Artaxerxès III Ochos[12].

- Contre-offensive carthaginoise en Sicile (341 ou 339 av. J.-C.). Le Corinthien Timoléon, qui a établi une oligarchie modérée à Syracuse bat les Carthaginois, supérieurs en nombre, lorsqu’ils traversent le fleuve Crimisos (un orage aurait mis le fleuve en crue et aggravé la déroute punique), dans l’ouest de la Sicile. Après la défaite punique, des cités siciliennes reforment alors une coalition contre Timoléon qui parvient non sans peine à les soumettre les unes après les autres. Il instaure des démocraties modérées dans les villes siciliotes, et les réunit dans une alliance fédérale sous l’hégémonie de Syracuse. Il fait appel à des colons venus de Grèce pour repeupler les villes de Sicile et les reconstruire (Agrigente et Géla en particulier). La Sicile se redresse économiquement, et redevient un grenier à blé[13].

- Ambassade athénienne auprès du roi de Perse[2].

## Naissances
- Épicure, philosophe grec.